# Răzvan Pleșca
Răzvan Nicolae Pleșca (sinh ngày 25 tháng 11 năm 1982 ở Arad, România) là một cầu thủ bóng đá người România thi đấu cho Gaz Metan Mediaș ở vị trí thủ môn.